# П-55М
П-55М  — серия панельных жилых домов из изолированных блок-секций. Годы строительства — с 1997 года по 2008.   Дома данного типа широко распространены в Москве, а также в других городах России[где?].

## Описание
Дома серии П-55М внешне можно определить по витражному остеклению лоджий, по свойственным этому типу застройки полуэркерам, по маленьким квадратным окнам в коридорах, а также по окнам в подъездах— как в сериях П-55 и П-46М.
Дома данной серии, разработанные на основе серии П-55, в сравнении с ней обладают более широким шагом несущих конструкций, и, как следствие, увеличенными площадями холлов, жилых комнат, кухонь и общей площади квартир, что помогло избавиться от главного недостатка предыдущей серии П-55 — узких неудобных "комнат-пеналов".
Серия П-55М принадлежит к сериям домов с улучшенной защитой от шума, но не по причине наличия шумопоглощающих элементов, а благодаря планировкам: предполагается, что окна всех спален, согласно проекту, должны выходить во двор, а на улицу — только кухни, гостиные и лестничные площадки.
Все комнаты в квартирах домов серии П-55М изолированные, в прихожих присутствуют  кладовые.
Строительство этого типа жилых домов было прекращено в 2008 году. Причинами его прекращения послужили переход на более современные серии МПСМ и ГМС, а также возврат к коммерчески более выгодной серии П-46М с меньшими площадями квартир.
Достоинством  данной серии домов является наличие  вторых санузлов в трех- и четырехкомнатных квартирах. Лестнично-лифтовой узел адаптирован для инвалидов-колясочников.
Недостатки: относительно узкие комнаты-пеналы, ограниченная возможность перепланировки, проблематичная механическая обработка керамзитобетонных панелей.

## Основные характеристики
| Количество секций (подъездов) | 2 и более                                                          |
| Этажность                     | 12-16. Первый этаж бывает как жилой, так и нежилой                 |
| Высота потолков               | 2,64                                                               |
| Лифты                         | пассажирский 400 кг, два грузопассажирских 630 кг                  |
| Балконы                       | кроме первого этажа, остекленные лоджии и эркеры во всех квартирах |
| Количество квартир на этаже   | 4                                                                  |
| Перспектива сноса             | сносу не подлежат, капремонта не требуют                           |

## Площади квартир
| Комнатность          | Общая, м² | Жилая, м² | Кухня, м² |
| 1-комнатная квартира | 50-52     | 21-22     | 12-13     |
| 2-комнатная квартира | 66-70     | 38-39     | 11-12     |
| 3-комнатная квартира | 83-109    | 49-58     | 11-12     |
| 4-комнатная квартира | 99-124    | 64-72     | 11-12     |

## Строительные конструкции
| Санузлы                  | раздельные, в трех- и четырехкомнатных квартирах по 2 санузла      |
| Ванны                    | стандартные, длиной 170 см                                         |
| Лестницы                 | обычные, без общего противопожарного балкона                       |
| Мусоропровод             | с загрузочным клапаном на межэтажной площадке                      |
| Вентиляция               | естественная вытяжная в сантехкабине (санузле) и в кухне           |
| Наружные стены           | наружные трехслойные керамзитобетонные панели общей толщиной 34 см |
| Внутренние стены         | железобетонные панели толщиной 14 и 18 см                          |
| Межкомнатные перегородки | прокатные панели толщиной 8 см                                     |
| Междуэтажные перекрытия  | безпустотные железобетонные плиты толщиной 14 см                   |
| Несущие стены            | железобетонные панели, толщиной 14 и 18 см                         |
| Тип кровли               | плоская; покрытие — рулонное                                       |

## Фотоматериалы

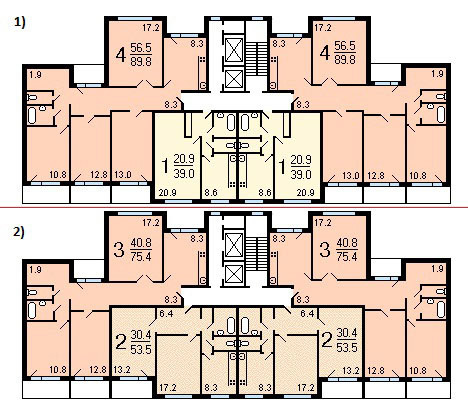
Расположение квартир на этаже в типовой серии П-55м

## Примечание
1. ↑  Т. Г. Маклакова, С. М. Нанасова. Конструкции гражданских зданий. — М.: АВС, 2000.